# Accacidia garhiensis
Accacidia garhiensis är en insektsart som först beskrevs av M. Firoz Ahmed 1970.  Accacidia garhiensis ingår i släktet Accacidia och familjen dvärgstritar. Inga underarter finns listade i Catalogue of Life.